# Верхньоколимське нагір'я
Верхньоколимське нагір’я (рос. Верхнеколымское нагорье) — високогірна місцевість у Магаданській області, Росія. 
Найбільше місто — Сусуман . 

На Верхньоколимському нагір’ї є великі родовища золота, олова та рідкісних металів. 
Ця місцевість відносно менш безлюдна, ніж інші гірські зони Північно-Східного Сибіру, такі як Юкагирське плоскогір'я або плоскогір'я Нера. 
Проте частина гірничих робіт після розпаду СРСР була визнана нерентабельною, а окремі населені пункти Сусуманського району втратили населення. 
Лише залишки населення залишилися у Широкому, Холодному та Більшовику. 
Інші міста, такі як Белічан і Кадикчан, стали містами-привидами. 

Колимське шосе R504 перетинає південну частину високогір'я. 

## Географія
Верхньоколимське нагір'я розташоване у верхній течії Колими. 
На заході нагір'я обмежено хребтами Тас-Кистабит, на сході — Сунтар-Хаята, Сеймчан — Бююндською западиною на півночі і басейном річки Ола на півдні, між якими тягнеться хребет Майманджин. 
На північному заході лежить плоскогір'я Нера, а на півночі високогір'я зливається з найпівденнішими пасмами хребта Черського. 
На півдні, серед інших невеликих хребтів, височіють гори Сеймкан і масив Іганджа. 

Хребти, як правило, гладкі, хоча деякі хребти мають альпійські характеристики. 
Висота хребтів становить від 1300 м до 2000 м

Найвища точка — гора Сніжна заввишки 2293 м. 
Ще одна важлива вершина — Пік Абориген заввишки 2286 м, обидва на хребті Ангачак. 

Основні річки високогір’я є складовими верхнього басейну річки Колими: Аян-Юрях, Кулу, Буюнда, Бахапча, Малтан, Бьорьольох, Тенька тощо. 
Є джерела мінеральної води . 

## Флора
Долини річок та їх пологі схили поросли розрідженими лісами з модрини та кедрового сланця. 
На більших висотах є гірська тундра на висотах 1200 м —1800 м. 